# Zemio
Zemio è una subprefettura della Prefettura di Haut-Mbomou, nella Repubblica Centrafricana. 